# Garrison (Maryland)
Pour les articles homonymes, voir Garrison.
Garrison est une census-designated place située dans le comté de Baltimore, dans l’État du Maryland, aux États-Unis. Lors du recensement de 2020, elle comptait 9 487 habitants.